# 奥利维耶·巴雅尔
奥利维耶·巴雅尔（法語：Olivier Bajard，法語發音：[ɔlivje baʒaʁ]；1965年10月21日—），出生於法國戛纳，是一位糕點師、冰淇淋師、巧克力師，在糕點專業的領域當中，曾經獲得「糖藝作品一等獎」（法語：Premier prix pièces artistiques en sucre）和糕點世界冠軍（法語：Champion du monde des métiers du dessert）。

## 生平
奥利维耶·巴雅尔四歲時，就對於製作糕點產生濃厚的興趣，這要歸功於他的父母，對於製作糕點、冰淇淋和巧克力，擁有無比的熱情。
奥利维耶·巴雅尔15歲的時候，就已經獲得糕點的專業能力證書（法語：Certificat d'aptitude professionnelle，簡稱：CAP），而隨後也獲得技職碩士（法語：Brevet de Maîtrise，簡稱：BM），19歲的時候，時年1984年，他贏得人生當中第一個首獎：糖藝作品一等獎，接下來他開始參與一系列的糕點賽事，1991年參加糕點世界盃，是法國隊的成員之一，該屆成功的贏得亞軍，1993年榮獲法國最佳工匠獎的肯定，隨後成為糕點顧問，活躍於歐洲和亞洲。
2001年911事件之後，他反思自己的職業生涯旅途，於是選擇留給家庭更多的時間，因此他選擇定居奧克西塔尼大區東庇里牛斯省的佩皮尼昂，並從2005年成立以自己為名的國際糕點學校，核心價值是振興法式糕點的精神，這個學校提供兩天至十八周不等的糕點培訓課程，進一步發揚糕點產業的各種未來可能性。

## 獲獎
- 1984年 糖藝作品一等獎
- 1993年 法國最佳工匠獎
- 1995年 糕點世界冠軍
- 2017年 法國榮譽軍團勳章